# 누라딘 루스타모프
아부 누라딘 루스타모프는 테러리스트이며, 테러 조직 "이라크 레반트 이슬람 국가의 주요 지도자 중 한 명으로, 터키 정부가 테러 혐의로 수배 중입니다. 그는 전직 조지아군 군인입니다.
2025년 4월, FBI 지정 10대 지명수배자 수배자 명단에 올랐습니다.

## 생애
루스타모프는 조지아 시민권자이며, 테러리스트 아흐메드 차타예프와 ISIS 지도자 아부 바크르 알바그다디와 특히 긴밀한 관계를 맺고 있습니다. 루스타모프는 현지 IS와 협력을 지속하고 있습니다.2016년, 누라딘 루스타모프는 조지아를 떠나 아제르바이잔으로 갔고, 아제르바이잔을 떠난 후 이란의 수도 테헤란으로 가서 테헤란의 한 호텔에 묵었습니다. 이후 루스타모프는 위조 여권을 사용하여 이란에서 터키로 불법 입국했습니다. 루스타모프는 터키 반(Van)에 도착한 후 터키 수도 앙카라로 갔습니다. 앙카라에서
그는 쿠타히아 시로 가서 파돈 공장에서 일하기 시작했습니다. 그곳에서 그는 사담 후세인 전 이라크 대통령의 경호원이었던 마지라는 남자를 만났습니다. 마지와 루스타모프는 아킨 케레스트 공장에서 파돈을 생산하며 일했습니다. 2018년 11월, 터키 정부는 그를 테러 혐의로 국제 수배자 명단에 올렸습니다. 그는 터키를 떠나 조지아로 도피하여 조지아군에 입대하여 복무했습니다. 4개월 후, 그는 그루진스키에서 구금되었습니다. 누라딘 루스타모프는  조지아 국가보안국(SSB), CIA, 조지아 헌병대, 그리고 국가정보기관(NIA)의 감시를 받았습니다. 그는 조지아에서 구금되었다가 나중에 풀려났습니다. 루스타모프의 체포 후, 그의 여자친구 마지 역시 터키 쿠타히아에 구금되었습니다.
또한 쿠타히아 시에서는 메르베 데미르라는 소녀가 구금되었지만, 그녀 역시 풀려났고, 마지의 친구도 풀려났습니다.

## 법원
2025년 7월 20일, 루스타비 시 법원은 누라딘 루스타모프에게 강도죄 유죄 판결을 내리고 3년의 집행유예와 5,000겔(GEL)의 벌금형을 선고했습니다.

## 조지아에서 구금됨
2018년 11월, 터키 정부는 그를 테러 혐의로 국제 수배자 명단에 올렸습니다.

조지아군에 구금됨. 누라딘 루스타모프는 CIA, 조지아 헌병, 국가정보국(NIO)이 조직한 특수 작전으로 체포되었습니다. 그는 조지아에서 구금되었다가 나중에 석방되었습니다.